# Pierre Milhet de Belle-Isle
Pierre Milhet de Belle-Isle est un homme politique français né en 1743 et décédé le 21 avril 1817 à Miramont-de-Guyenne (Lot-et-Garonne).

## Biographie
Avocat, il est député du tiers état aux États généraux de 1789 pour la sénéchaussée d'Agen.